# Florian Roser
Florian Roser (* 19. Mai 1972, aufgewachsen in Höxter) ist ein deutscher Neurochirurg und Hochschullehrer an der Case Western Reserve University.

## Leben
Roser entstammt der württembergischen Roser-Familie und ist direkter Nachfahre von Wilhelm Roser der ebenfalls in Tübingen habilitierte. Er ist verwandt mit dem Puppenspieler Albrecht Roser. Roser ist Absolvent der Johannes-Gutenberg-Universität Mainz und studierte Medizin in Morgantown, West Virginia, USA, sowie in Johannesburg, Südafrika. 1999 wurde er in Mainz mit der Dissertation „Expression der Differenzierungsantigene A2B5, O4 und Vimentin im normalen menschlichen Hirngewebe“ promoviert. Seine Facharztausbildung absolvierte er in der renommierten Abteilung für Neurochirurgie am Klinikum Hannover Nordstadt unter Madjid Samii.
2004 wechselte er als Facharzt an das Universitätsklinikum Tübingen unter Prof. Marcos Tatagiba und habilitierte sich an der Eberhard Karls Universität Tübingen mit einer Schrift über die Diagnostik der Syringomyelie. 2007 wurde er für seine Arbeit auf diesem Gebiet mit dem Mayfield Clinical Science Award ausgezeichnet. Er war an der Universitätsklinik für Neurochirurgie Tübingen tätig und lehrte als Privatdozent. 2010 wurde er von der Medizinischen Fakultät der Universität Tübingen zum außerplanmäßigen Professor ernannt.
Seit 2014 arbeitet Roser an der Cleveland Clinic Abu Dhabi. Er ist Vorsitzender des dortigen Neurologischen Instituts und klinischer Professor für Chirurgie an der Cleveland Clinic Lerner College of Medicine an der Case Western Reserve University in Cleveland, USA. Seit 2021 ist Roser Herausgeber (Editor-in-Chief) der interdisziplinären Fachzeitschrift Clinical Neurology and Neurosurgery, Elsevier. Roser hat über 140 wissenschaftliche Publikationen und Buchkapitel verfasst (h-index 38). Florian Roser ist Experte für Epilepsiechirurgie, Schädelbasischirurgie, Neuroonkologie, Trigeminusneuropathie, Rückenmarkstumoren und Syringomyelie.